# William Townsend Aiton
William Townsend Aiton (Kew, 2 de febrer del 1766 – Kensington (barri de Londres), 9 d'octubre del 1849) va ser un botànic escocès.
Va fer la segona edició ampliada de Hortus Kewensis el 1810–1813, un catàleg de plantes del Jardí Botànic de Kew, la primera edició va ser a càrrec del seu pare William Aiton. Aiton substituí al seu pare als Jardins de Kew i va ser comissionat pel rei George IV per traslladar per dissenyar el pavelló de Brighton i els jardins del Buckingham Palace.
La seva abreviatura com a botànic és: W.T. Aiton.